# Herohalli, Kunigal
Herohalli là một làng thuộc tehsil Kunigal, huyện Tumkur, bang Karnataka, Ấn Độ.